# Jhalawad

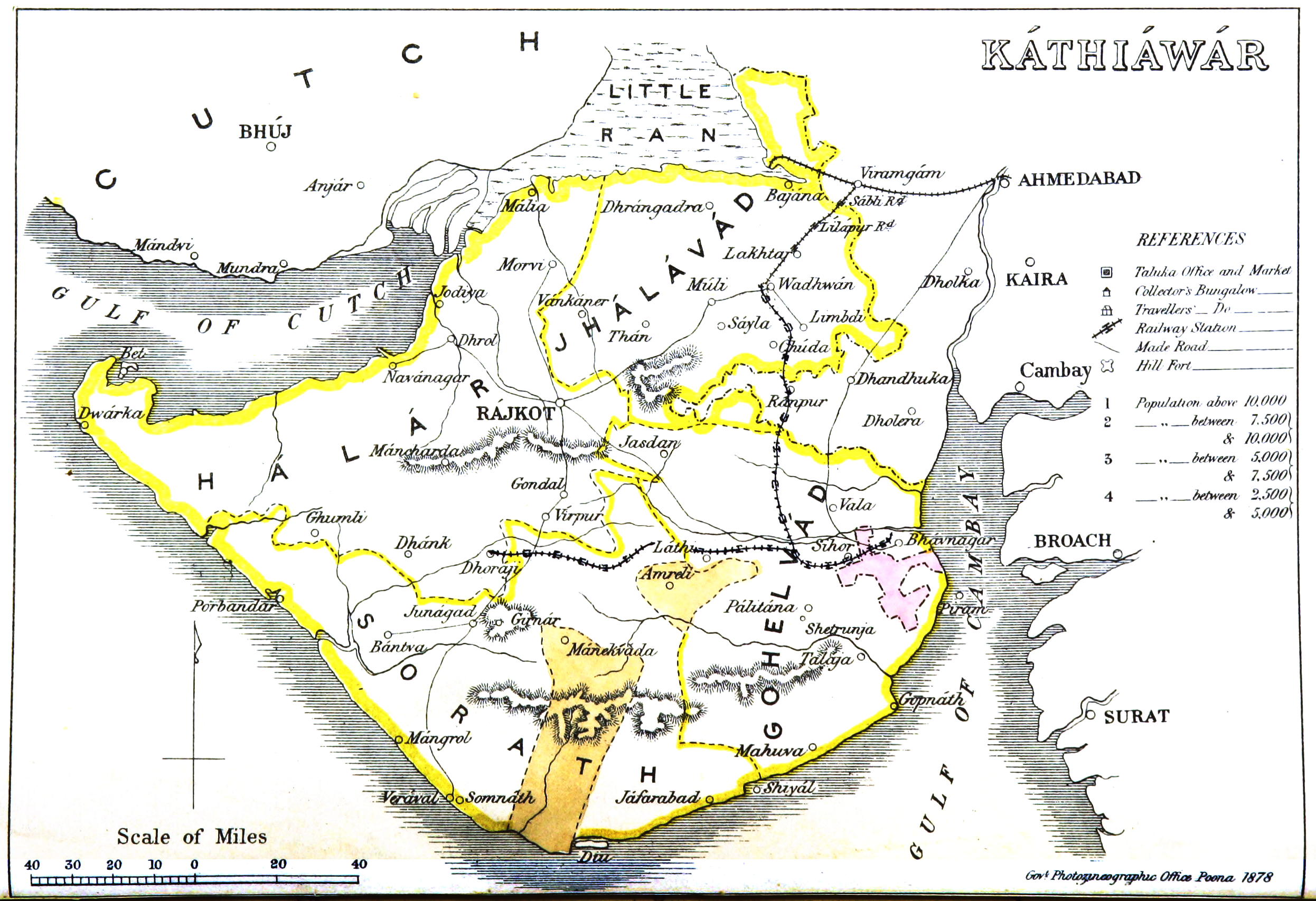
Mapa de Kathiawar amb les seves quatre regions: Halar, Jhalawad, Sorath i Gohelwad.

Jhalawad (o Jhalawar) fou un prant o districte (divisió) de Kathiawar, a la presidència de Bombai, situat al nord de la península del Kathiawar.
Agafava el seu nom del clan jhala dels rajputs i incloïa alguns estats tributaris de l'agència de Kathiawar entre els quals els principals eren Dhrangadra, on residia el cap del clan jhala, Limbdi, Wadhwan i altres estats menors. La superfície era de 10.303 km² i la població el 1901 era de 305.138 habitants.